# Route 371 (Terre-Neuve-et-Labrador)
Pour les articles homonymes, voir Route 371.
La route 371 est une route tertiaire de la province de Terre-Neuve-et-Labrador d'orientation nord-ouest/sud-est située dans le centre-ouest de l'île de Terre-Neuve. Elle est une route très faiblement empruntée, reliant la route 370 au tout petit village de Millertown Junction, situé sur les berges du lac Joe Glodes. Route alternative de la 370, elle est nommée Millertown Junction Road, mesure 20 kilomètres, et est une route de gravier sur toute sa longueur.

## Communautés traversées
- Millertown Junction